# Aplocera kawrigini
Aplocera kawrigini là một loài bướm đêm trong họ Geometridae.